# Mąka z sorgo
Mąka z sorgo rodzaj mąki, ciemnej pełnoziarnistej (mąka razowa) i białej, uzyskiwanej ze zmielonych ziarniaków sorgo łącznie z łuską, oraz mielonej z ziarniaków łuszczonych. Oba typy mąki posiadają neutralny smak. Nie zawiera glutenu.  

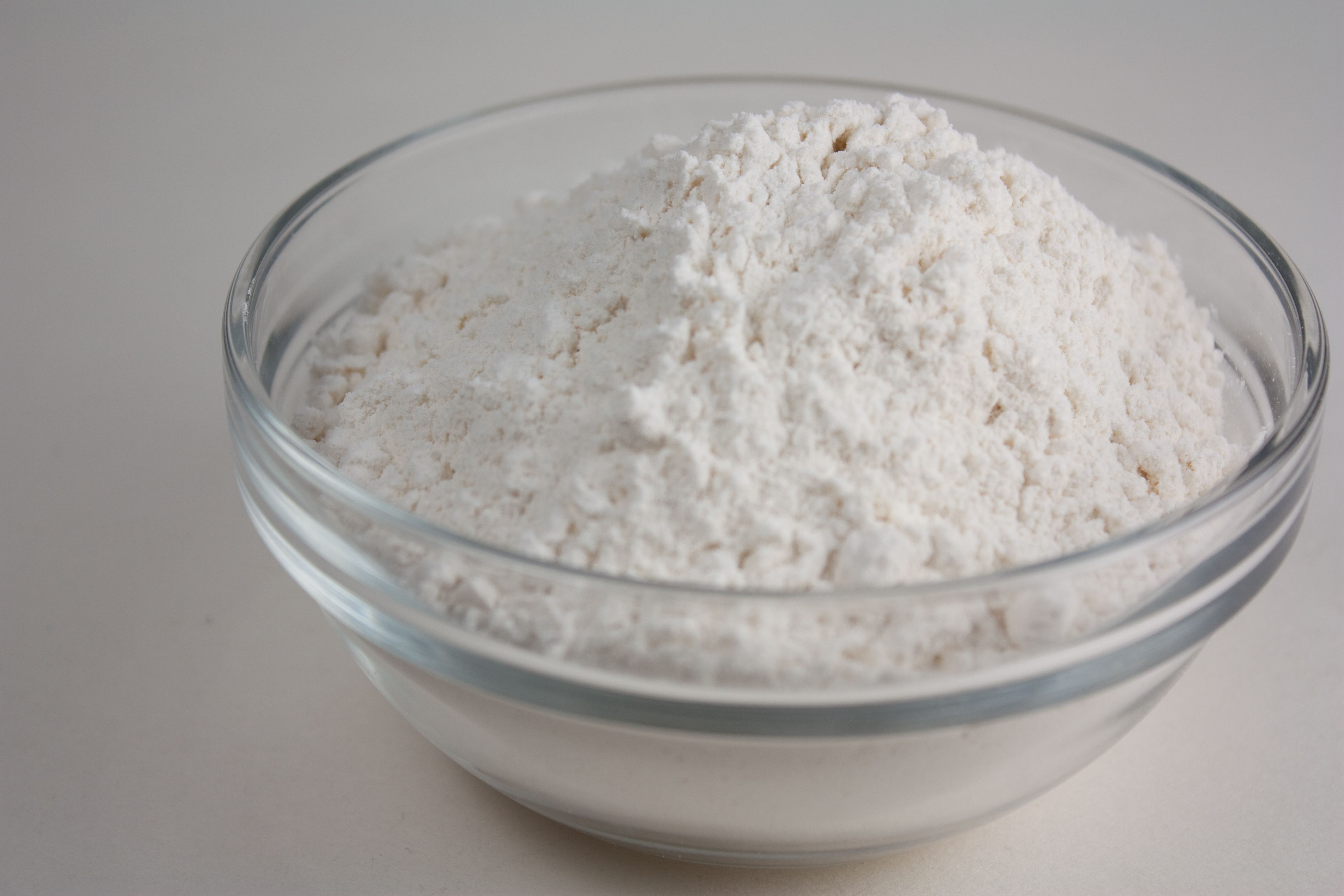
Mąka biała

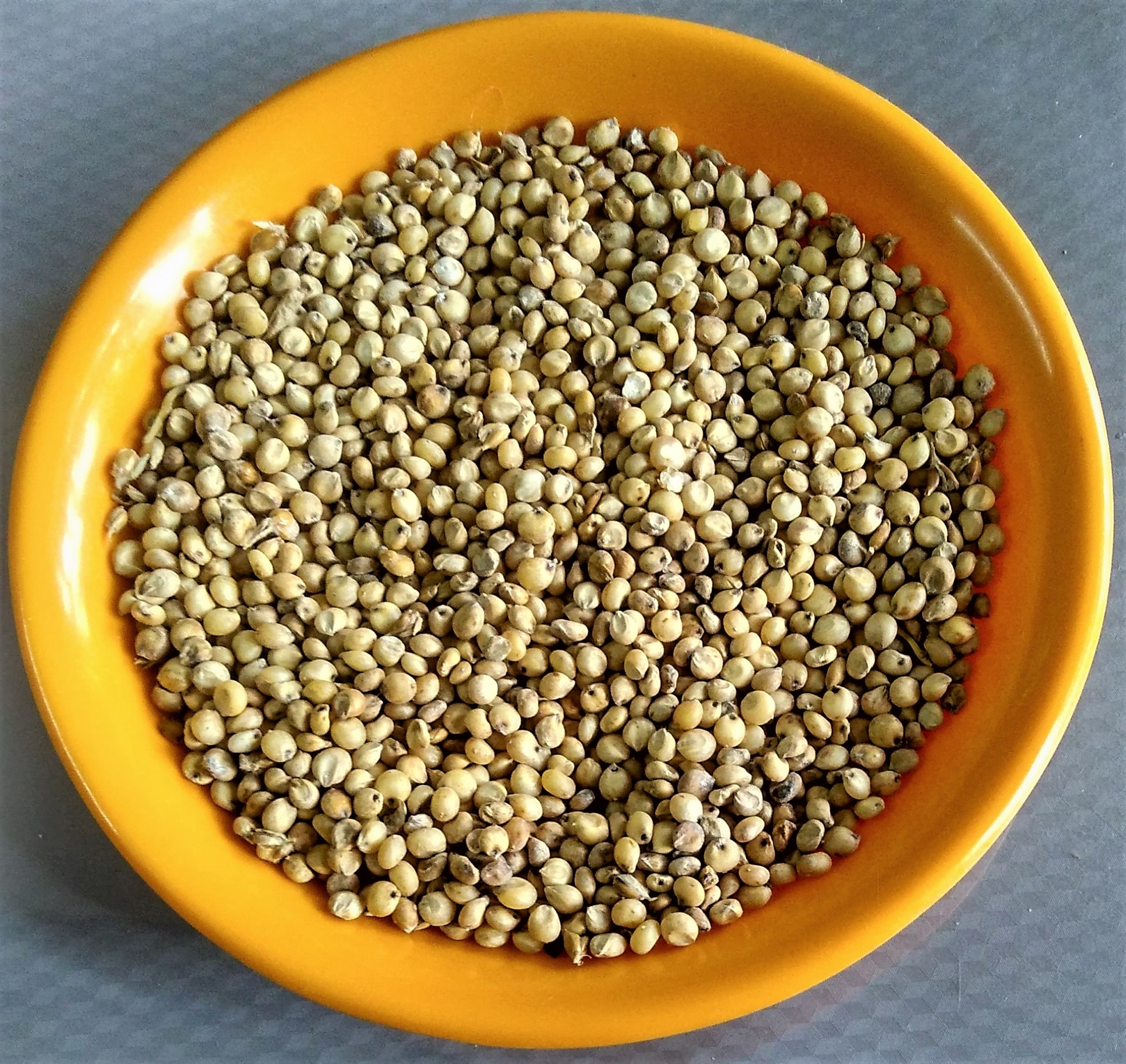
Ziarno sorga

## Historia
Sorgo jest gatunkiem jednorocznej trawy, która pochodzi z afrykańskich sawann, nazywane jest również afrykańskim prosem. W Biblii sorgo nie jest wymieniane wprost, jednak niektórzy badacze roślin biblijnych uważają, że występuje ono w opisach biblijnych. W starożytności mąka z sorga była dodawana jako domieszka do mąki pszennej lub jęczmiennej, podczas wypieku chleba. Jako zboże zostało udomowione prawdopodobnie w Etiopii około 4000 lat temu. Główne rejony uprawy i produkcji mąki obecnie to: Afryka, Meksyk, Indie i Chiny.

## Właściwości
Mąka, obok mąki z kukurydzy i pszenicy durum, jest zbożem, które zawiera znaczną ilość β-karotenu oraz prowitaminy A. Zwiera witaminy z grupy B, (z wyjątkiem B12), tryptofan, lizynę, metioninę, fenyloalaninę, treoninę, walinę, leucynę , izoleucynę, tokoferol, a także makro i mikroelementy. Jest źródłem związków polifenolowych, w tym kwasów fenolowych, flawonoidów i tanin, charakteryzuje się też zawartością przeciwutleniaczy. Posiada kwasy tłuszczowe; kwas linolowy, kwas oleinowy i kwas palmitynowy. Nie zawiera glutenu, dlatego jest zalecana do stosowania w diecie bezglutenowej, dla ludzi z nietolerancją glutenu i celiakią. Ze względu na niski indeks glikemiczny polecana jest też chorym na cukrzycę.

## Zastosowanie kulinarne
Do celów kulinarnych na świecie zwykle jest używana mąka biała, stosowana do wypieku cienkich placków i chleba, najczęściej bez zakwasu. W Chinach stosowana m.in. do wyrobu makaronu, a mąka razowa do produkcji napoju alkoholowego nazywanego baijiu. W Indiach z razowej mąki, mieszanej z innymi mąkami jest pieczony na patelni, suchy placek roti. W krajach ameryki południowej m.in. w Hondurasie, Gwatemali, Salwadorze i Meksyku, jest używana do przygotowania tortilli. W Afryce z mąki poddanej fermentacji sporządza się nieprzeźroczyste piwa. Stosowana jest też w afrykańskiej medycynie ludowej. Dla osób chorych na celiakię służy do przyrządzania produktów bezglutenowych m.in. naleśników, smażonych placuszków itp., gęstej lub półpłynnej zupy typu owsianka. Używana do zagęszczania zup, sosów, a także do panierowania. 

## W przemyśle
Z mąki jest wytwarzany klej używany w przemyśle drzewnym do sklejania warstw sklejki.

Przeczytaj ostrzeżenie dotyczące informacji medycznych i pokrewnych zamieszczonych w Wikipedii.